# 아랍 게임
아랍 게임(아랍어: الألعاب العربية,‎ 영어: Arab Games)은 아랍 국가들을 위한 종합 스포츠 경기 대회로 4년마다 열리며 아랍 올림픽 위원회가 대회를 주관한다. 과거 팬아랍 게임(영어: Pan-Arab Games)이라는 명칭으로 불렸으며 아랍 지역의 특성상 아시아 올림픽 평의회 소속인 서아시아 국가들과 아프리카 국가 올림픽 위원회 연합 소속인 북아프리카 국가들이 같이 참여한다. 1953년 이집트 알렉산드리아에서 첫 번째 게임이 개최되었으며 1985년 게임부터 여성들도 대회 참가가 가능해졌다.

## 역대 대회
| 대회 | 연도   | 개최 도시    | 개최국           | 날짜                 |
| ---- | ------ | ------------ | ---------------- | -------------------- |
| 1    | 1953년 | 알렉산드리아 | 이집트           | 7월 26일 ~ 8월 10일  |
| 2    | 1957년 | 베이루트     | 레바논           | 10월 13일 ~ 27일     |
| 3    | 1961년 | 카사블랑카   | 모로코           | 8월 24일 ~ 9월 8일   |
| 4    | 1965년 | 카이로       | 아랍 연합 공화국 | 9월 2일 ~ 14일       |
| 5    | 1976년 | 다마스쿠스   | 시리아           | 10월 6일 ~ 21일      |
| 6    | 1985년 | 라바트       | 모로코           | 8월 24일 ~ 9월 8일   |
| 7    | 1992년 | 다마스쿠스   | 시리아           | 9월 4일 ~ 18일       |
| 8    | 1997년 | 베이루트     | 레바논           | 7월 13일 ~ 27일      |
| 9    | 1999년 | 암만         | 요르단           | 8월 15일 ~ 31일      |
| 10   | 2004년 | 알제         | 알제리           | 9월 24일 ~ 10월 10일 |
| 11   | 2007년 | 카이로       | 이집트           | 11월 11일 ~ 26일     |
| 12   | 2011년 | 도하         | 카타르           | 12월 9일 ~ 23일      |

## 같이 보기
- 아프리칸 게임
- 아시안 게임